# Slaget ved Trafalgar (film fra 1911)
 Slaget ved Trafalgar er en amerikansk stumfilm fra 1911 af J. Searle Dawley.

## Medvirkende
- Sydney Booth som Lord Horatio Nelson
- Herbert Prior som Prescott
- James Gordon som Hardy
- Charles Ogle
- Laura Sawyer som Prescotts forlovede